# 上大崎
上大崎（日语：／ Kami-ōsaki */?）是東京都品川區的地名，設一丁目至四丁目。2013年（平成25年）8月1日為止的人口有11,069人。郵遞區號141-0021。

## 地理
位於品川區北部，鄰港區、目黑區、澀谷區。北接目黑區三田、澀谷區惠比壽，東鄰港區白金台，東南部連品川區東五反田，西南通品川區西五反田，西接目黑區目黑、下目黑。
山手線貫穿町內，並設置目黑站。此外地域內有東西向的目黑通通過。目黑站周邊商業設施聚集，其他地區多為大樓、公寓、住宅混雜。上大崎一丁目附近靠近白金台與池田山，上大崎二丁目附近的高速道路旁俗稱「（白金）長者丸」，上大崎三丁目附近多大使館，俗稱「花房山」，為知名高級住宅地。

## 歷史

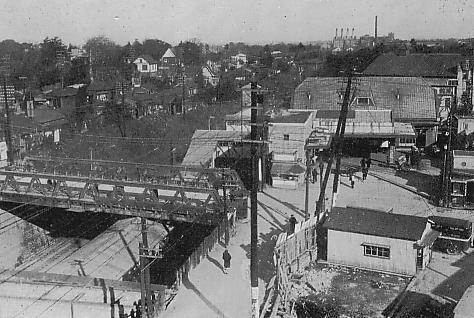
昭和初期的目黑站周邊

上大崎二丁目的UR大規模集合住宅一帶，在太平洋戰爭敗戰前為海軍大學校，後曾改為國立預防衛生研究所與日映新社攝影所。
品川區上大崎的寺院群是源自芝增上寺的下屋敷，幕末為江戶七大火葬場（荼毘所）之一。

### 地名由來
舊大崎村後來劃分為上大崎村與下大崎村。實施住居表示時保留「上大崎」作為此地地名。

## 再開發計畫
上大崎二丁目與三丁目，目黑站東南側3.2公頃的地區進行大規模再開發。此地原為都營巴士車庫，2012年（平成24年）7月東京都核准東京建物、第一生命保險、大成建設、竹中工務店組成「目黑站前地區市街地再開發組合」，開發工程將在2014年（平成26年）8月動工。
根據計畫，預計在最靠近目黑站的建地北側建造由40層的超高層公寓大廈（510戶）與27層的高層公寓大樓（總樓面面積8萬平方公尺）所組成的雙子塔，南側將建造38層的超高層公寓。計畫總工程費為747億日圓，預定2017年（平成29年）12月完工。
伴隨此開發計畫，目黑站側將整備為廣場，山手線旁的道路進行拓寬。

## 交通
町域內的目黑站有JR山手線、東急目黑線、地下鐵南北線等路線通過，為交通要衝。此外也有許多行駛目黑通的巴士路線。2005年（平成17年）以前的目黑站前設有都營巴士目黑營業所。

## 設施
- 學校法人杉野學園- 在町内經營以下學校。
  - 杉野服飾大學
  - 杉野服飾大學短期大學部
  - 裁縫師學院（學校前的道路因而稱為裁縫通）
- 品川區立第三日野小學校
- atre目黑
- 微生物化學研究中心
- 大公教會東京國際中心
- 泰國大使館
- 馬利大使館
- 哥倫比亞大使館
- 常光寺
- 寶藏寺
- 本願寺
- 日本基督教團白金教會
- 光村圖書出版
- 公主花園飯店
- JR東急目黑大樓 - atre目黑2與NTT廣告、NTT出版、Beacon Communications本社
- IK大樓 - 日本卡夫食品、日本舒適牌本社
- 新目黑東急大樓 - 日本星巴克、Livesense本社
- 目黑中心大樓 - B-R 31冰淇淋本社
- 目黑東急大樓 - Sony PCL、PADO本社
- 其他有久米美術館、東急Store等。

## 備註
1. ↑  .   [2013年8月7日]. （原始内容存档于2014年2月23日）.
2. ↑  東京些末観光 （页面存档备份，存于）　2011年10月21日閲覧。
3. ↑  折りたたみ自転車で野山を走ろう （页面存档备份，存于）　2011年10月21日閲覧。
4. 1 2 3 4 5  目黑站前で大規模開発・東京建物など，5年後完成めざす・マンション2棟920戸　『日本経済新聞』　平成24年7月12日　東京・首都圏経済面